# Changling-Mausoleum (Han Gaozu)

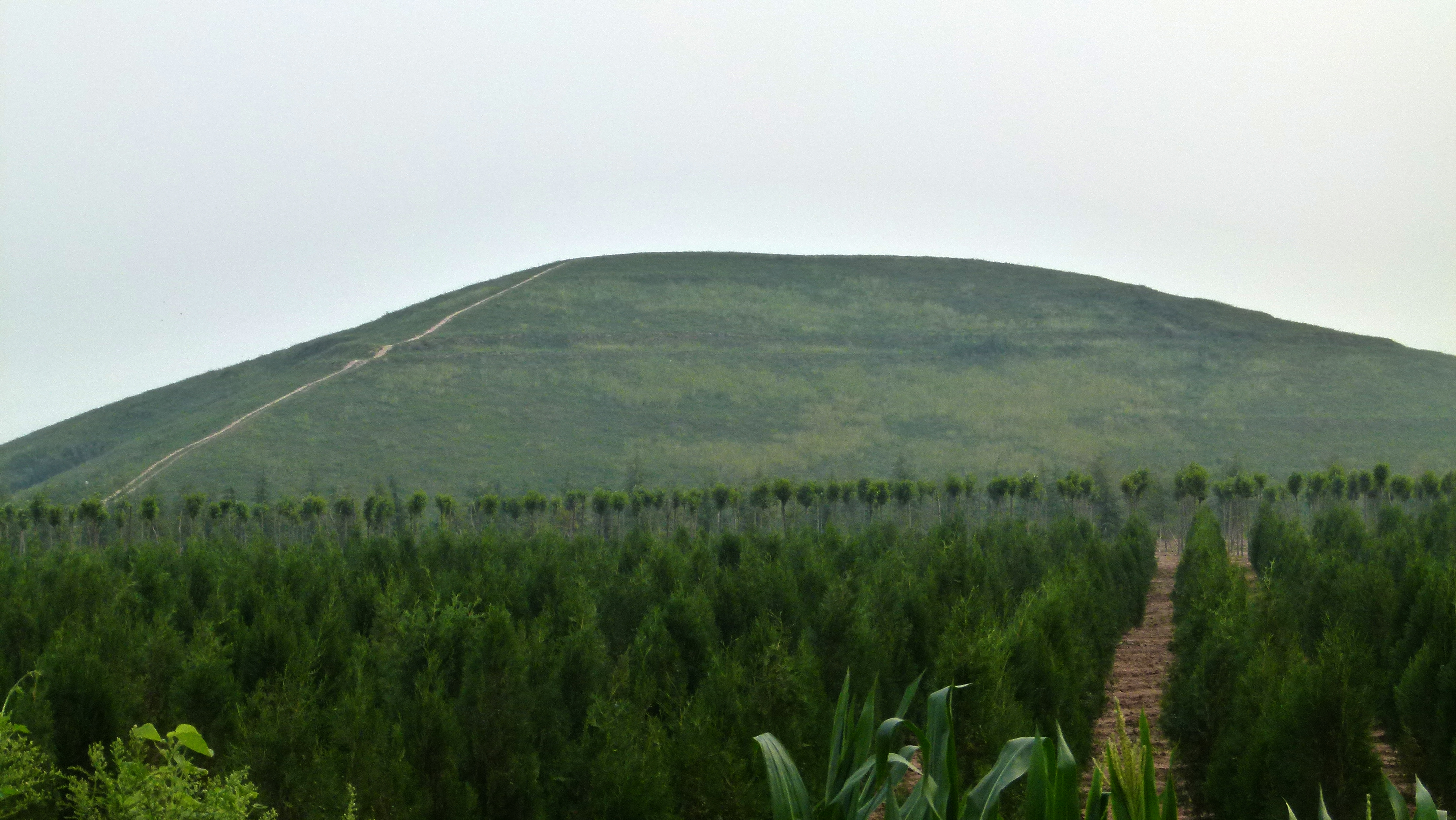
Der Grabhügel des Changling-Mausoleums

Das Changling-Mausoleum (auch Changling) (chinesisch 长陵, Pinyin Changling) ist das Grab des Han-Kaisers Gao Zu (Liu Bang) der Westlichen Han-Dynastie, der von 206 bis 195 v. Chr. regierte. Es gehört zu den "Fünf Mausoleen" (wǔlíng 五陵) der Westlichen Han-Dynastie (Xi Han wuling 西汉五陵).
Das Grab liegt 30 km entfernt von der Provinzhauptstadt Xi’an im Dorf Hanling der Großgemeinde Yaodian im Stadtbezirk Weicheng der bezirksfreien Stadt Xianyang der Provinz Shaanxi in der Volksrepublik China. Es liegt unweit der Schnellstraße zum Flughafen im Delta der Flüsse Jing und Wei.
Das Grab hat die Form einer Pyramide mit einer Höhe von 31,94 Metern und mit einem quadratischen Grundriss mit einem Umfang von 600 Metern. In unmittelbarer Nähe befindet sich östlich gelegen das Grab der Kaiserin Lu. Die gesamte Grabanlage hat eine Ausdehnung von 1.000 Metern von Norden nach Süden und 900 Metern von Ost nach West. Das Grab war umgeben von einer 3 Meter hohen und 6 Meter dicken Mauer aus Stampferde, von der nur noch Teile erhalten sind. 63 Nebengräber befinden sich Richtung Osten über eine Entfernung bis zu 7,5 km, darunter die Gräber von Xiao He, Cao Shen und Zhou Bo.
Das Changling-Mausoleum (Changling) steht seit 1988 auf der Liste der Denkmäler der Volksrepublik China (3-233).